# Antoinette Blue
Antoinette Blue (アントワネットブルー?) è il nono singolo della cantautrice giapponese Nana Kitade, pubblicato il 5 settembre 2007. La canzone Antoinette Blue è stata utilizzata come sigla di chiusura della serie anime D.Gray-man.

## Tracce
1. Antoinette Blue (アントワネットブルー?) - 4:16
2. Wish in the blood (Wish in the blood?) - 3:40
3. Kamisama hitotsu dake (神様ひとつだけ?) - 4:35
4. Antoinette Blue ~D.Gray-man Ending Ver.~ (アントワネットブルー〜D.Gray-man Ending Ver.〜?) - 1:33
5. Antoinette Blue (Instrumental) (アントワネットブルー（Instrumental）?) - 4:16